# Äsköping
Äsköping (PRONÚNCIA APROXIMADA éss-chêping) é uma localidade da Suécia, situada na província histórica da Södermanland.
Tem cerca de  342 habitantes, e pertence à comuna Katrineholm.
Está localizada a 25 km a norte da cidade de Katrineholm.

## Etimologia e uso
O nome geográfico Äsköping deriva das palavras nórdicas Äs (nome de um vilarejo) e köping (local de comércio), significando ”local de comércio de Äs” em sueco.